# Oleg Elekpajevics Szaitov
Oleg Elekpajevics Szaitov (oroszul: Олег Элекпаевич Саитов; Novokujbisevszk, 1974. május 26. –) kétszeres olimpiai bajnok és egyszeres amatőr világbajnok orosz ökölvívó.

## Eredményei
- 1992-ben junior világbajnok kisváltósúlyban.
- 1993-ban bronzérmes a világbajnokságon kisváltósúlyban.
- 1995-ben ezüstérmes a világbajnokságon váltósúlyban. A döntőben a kubai Juan Hernándeztől szenvedett vereséget.
- 1996-ban bronzérmes az Európa-bajnokságon váltósúlyban.
- 1996-ban olimpiai bajnok váltósúlyban. A döntőben Juan Hernándezt győzte le.
- 1997-ben amatőr világbajnok váltósúlyban. A döntőben a későbbi profi világbajnok ukrán Szerhij Dzinzirukot győzte le.
- 1998-ban Európa-bajnok váltósúlyban.
- 2000-ben olimpiai bajnok váltósúlyban. Megkapta az olimpia legtechnikásabb ökölvívójának járó Val Barker-díjat.
- 2004-ben Európa-bajnok váltósúlyban.
- 2004-ben olimpiai bronzérmes váltósúlyban, az elődöntőben a későbbi olimpiai bajnok és a Val Barker-díjas kazak Baktijar Artajevtől kapott ki.

Négyszer mérkőzött a négyszeres világbajnok Juan Hernández Sierrával, és ebből háromszor le is győzte.